# Folkearth
Folkearth er et internationalt musikprojekt, som er stiftet af folk metal og viking metal-musikere. Projektet består af flere af viking og folkmetals største navne, og kunne dermed godt betegnes som en supergruppe. Første udgave, som blev påbegyndt i 2004, består af Dol Amroth (Grækenland), Ravenclaw (Litauen), Forefather (Storbritannien), Eluveitie (Schweiz), Hrossharsgrani (Østrig), Yggdrasil, Nae`blis, Broken Dagger og Trymheim (Sverige). Der blev samlet indspillet omkring 60 minutter, men kun 40 minutter kom dog med på albummet "A Nordic Poem".
Medlemmer af bandsne Van Langen, Thiasos Dionysos (Tyskland), Hildr Valkyrie (Grækenland), Death Army (Italien), The Soil Bleeds Black og Moonroot (USA) er gået med i Folkearth-projektet for at producere et album nummer to.
Mere end 30 musikere arbejder i øjeblikket på projektet.

## Diskografi
- 2004: A Nordic Poem
- 2006: By the Sword of My Father
- 2007: Drakkars in the Mist